# Feng Bin
Feng Bin (chinês: 冯彬; Penglai, 3 de abril de 1994) é uma atleta chinesa campeã mundial do lançamento de disco.
Conquistou a medalha de ouro no Campeonato Mundial de Atletismo de 2022 em Eugene, Estados Unidos, com sua melhor marca pessoal – 69,12 m. No Mundial seguinte, Budapeste 2023, ficou com a medalha de bronze.